# Studios Jenner
Studios Jenner (студия Женнер) — французская киностудия, основанная французским режиссёром и продюсером Жаном-Пьером Мельвилем в Париже в 1947 году на одноимённой улице. На ней он снял самые известные свои фильмы. В 1967 году она сгорела, а после смерти Мельвиля в 1973 году прекратила свою деятельность.

## История

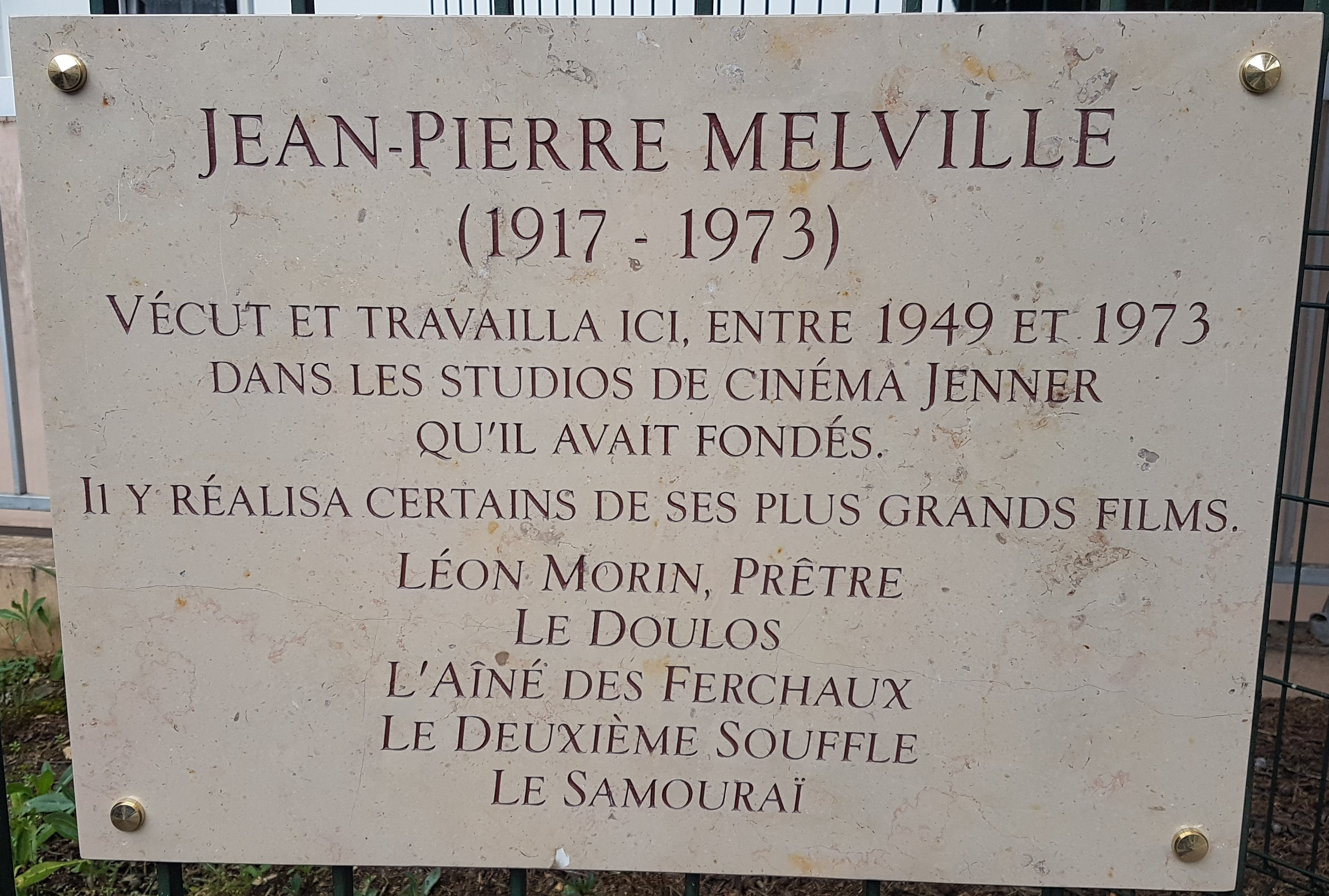
Мемориальная доска на улице, где находилась студия Мельвиля. Париж, улица Женнер. На ней перечислены фильмы, которые снял на студии режиссёр

В 1937 году Жан-Пьер Мельвиль был призван в ряды французской армии. Во время немецкой оккупации Франции принимал участие в движении Сопротивления. Демобилизовавшись и вернувшись с фронта в Париж в 1946 году, подал заявку в профсоюз работников кино на получение лицензии ассистента режиссёра, но получил отказ по формальным причинам, пояснив, что для этого необходимо было работать в индустрии, а для этого, в свою очередь, требовалось иметь удостоверение профсоюза, подтверждающее квалификацию. В связи с таким исходом решил ставить фильмы своими средствами, для чего 5 ноября 1945 года основал собственную компанию. В 1946 году (по другим данным в 1947) он снял «Двадцать четыре часа из жизни клоуна», ставший единственным короткометражным и документальным фильмом Мельвиля, а также его режиссёрским дебютом в кино. Его следующей работой стала экранизация романа Веркора «Молчание моря», выпущенная под тем же названием в 1949 году.
После этого ему поступило предложение от Жана Кокто экранизировать его роман «Трудные дети» (Les enfants terribles) на что режиссёр согласился и в 1950 году одноимённый фильм вышел на экраны. Перед этим, чтобы сохранить независимость от диктата продюсеров, Мельвиль основал собственную кинокомпанию — studios Jenner, расположенную на парижской улице Женнер (rue Jenner), 25 bis в XIII округе. В адаптации романа Кокто Мельвиль выступил в качестве продюсера, режиссёра и автора сценария, а сам фильм был, съёмки которого происходили с ноября 1949-го по январь 1950 года, частично снят в павильонах новообразованной студии. Как указывается в литературе, к тому времени она ещё не была достроена, и чтобы найти средства для продолжения строительства Мельвиль согласился снять фильм «Когда ты прочтёшь это письмо». Он снимался в Канне и Париже, а также на студии Billancourt. Свой следующий фильм — «Боб — прожигатель жизни» — режиссёр поставил уже на своей студии. Съёмки велись с мая по сентябрь 1956 года, кроме павильонов также в Париже и Довиле.
В конце жизни, описывая своё творческое наследие Мельвиль вспоминал:
В 1947 году мне пришла в голову идея построить собственную студию, и я её построил. 

Одно время я был единственным в мире кинорежиссёром со своей собственной студией. Этот период длился с 1949 года, когда я снял «Трудных детей», до 1967 года; то есть 18 лет, с небольшим перерывом, когда я ушёл со студии и не возвращался, пока мне не дали её перестроить в точном соответствии с моими нуждами. В 1967-м студия сгорела. От неё почти ничего не осталось, но я уже начал восстановительные работы, хотя мэрия до сих пор не дала разрешения.
Кроме картин Мельвиля, на студии был переснят последний фильм его друга Жака Беккера — драма «Дыра». Он умер 21 февраля 1960 года не дожив около месяца до премьеры. После его смерти картину заканчивал его сын — Жан Беккер.

## Художественные фильмы снятые на студии
- 1950: «Трудные дети» — режиссёр Жан-Пьер Мельвиль
- 1956: «Боб — прожигатель жизни» — режиссёр Жан-Пьер Мельвиль
- 1960: «Дыра» — режиссёр Жак Беккер
- 1961: «Леон Морен, священник» — режиссёр Жан-Пьер Мельвиль
- 1962: «Стукач» — режиссёр Жан-Пьер Мельвиль
- 1963: «Старший Фершо» — режиссёр Жан-Пьер Мельвиль
- 1966: «Второе дыхание» — режиссёр Жан-Пьер Мельвиль
- 1967: «Самурай» — режиссёр Жан-Пьер Мельвиль